# Lijst van voetbalinterlands Brazilië - Thailand
Deze lijst van voetbalinterlands is een overzicht van alle officiële voetbalwedstrijden tussen de nationale teams van Brazilië en Thailand. De landen hebben tot op heden een keer tegen elkaar gespeeld. Dat was op 23 februari 2000, tijdens een vriendschappelijk toernooi in Bangkok.

## Wedstrijden
| № | Plaats  | Datum            | Competitie        | Wedstrijd           | Uitslag |
| - | ------- | ---------------- | ----------------- | ------------------- | ------- |
| 1 | Bangkok | 23 februari 2000 | Vriendschappelijk | Thailand − Brazilië | 0 − 7   |

## Samenvatting
| Competitie        | Totaal gespeeld | Winst Brazilië | Gelijk | Winst Thailand | Doelsaldo Brazilië – Thailand |
| ----------------- | --------------- | -------------- | ------ | -------------- | ----------------------------- |
| Vriendschappelijk | 1               | 1              | 0      | 0              | 7 − 0                         |
| Totaal            | 1               | 1              | 0      | 0              | 7 − 0                         |

Wedstrijden bepaald door strafschoppen worden, in lijn met de FIFA, als een gelijkspel gerekend.